# 長島ダム駅
長島ダム駅（ながしまダムえき）は静岡県榛原郡川根本町犬間にある、大井川鐵道井川線の駅である。長島ダムに一番近い駅である。

## 歴史
- 1990年（平成2年）10月2日：長島ダム建設に伴う新線上に開業。

## 駅構造
相対式2面2線のホームを持つ。千頭方面にアプト式機関車用の留置線を有する。

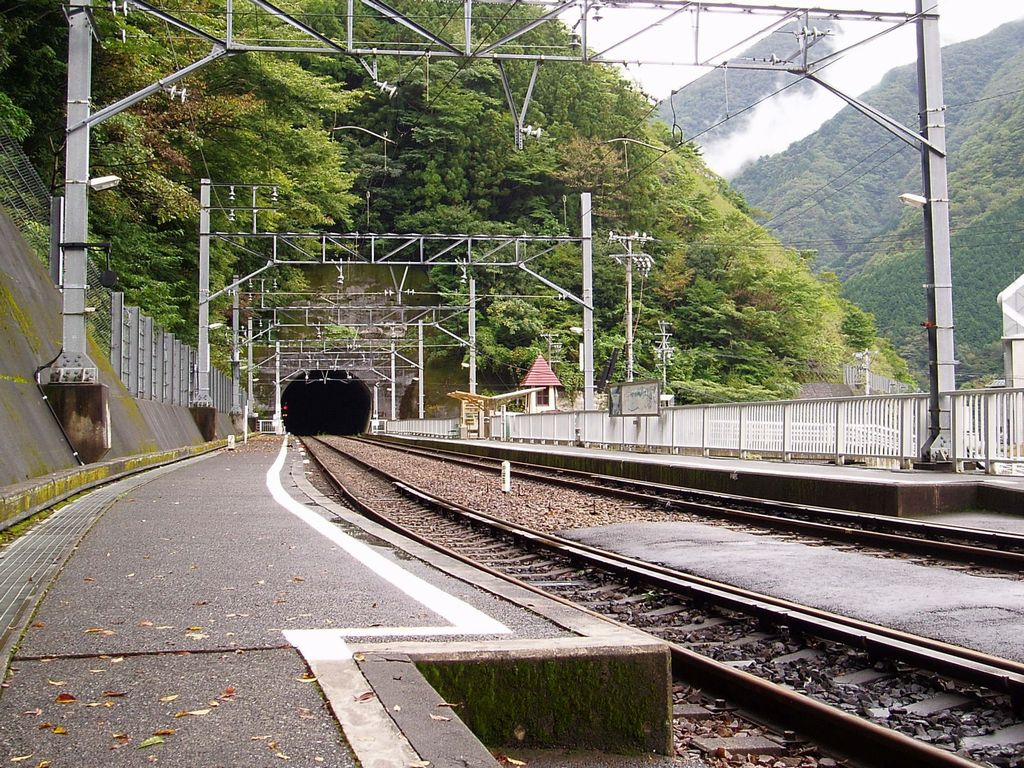
駅構内（2007年10月）
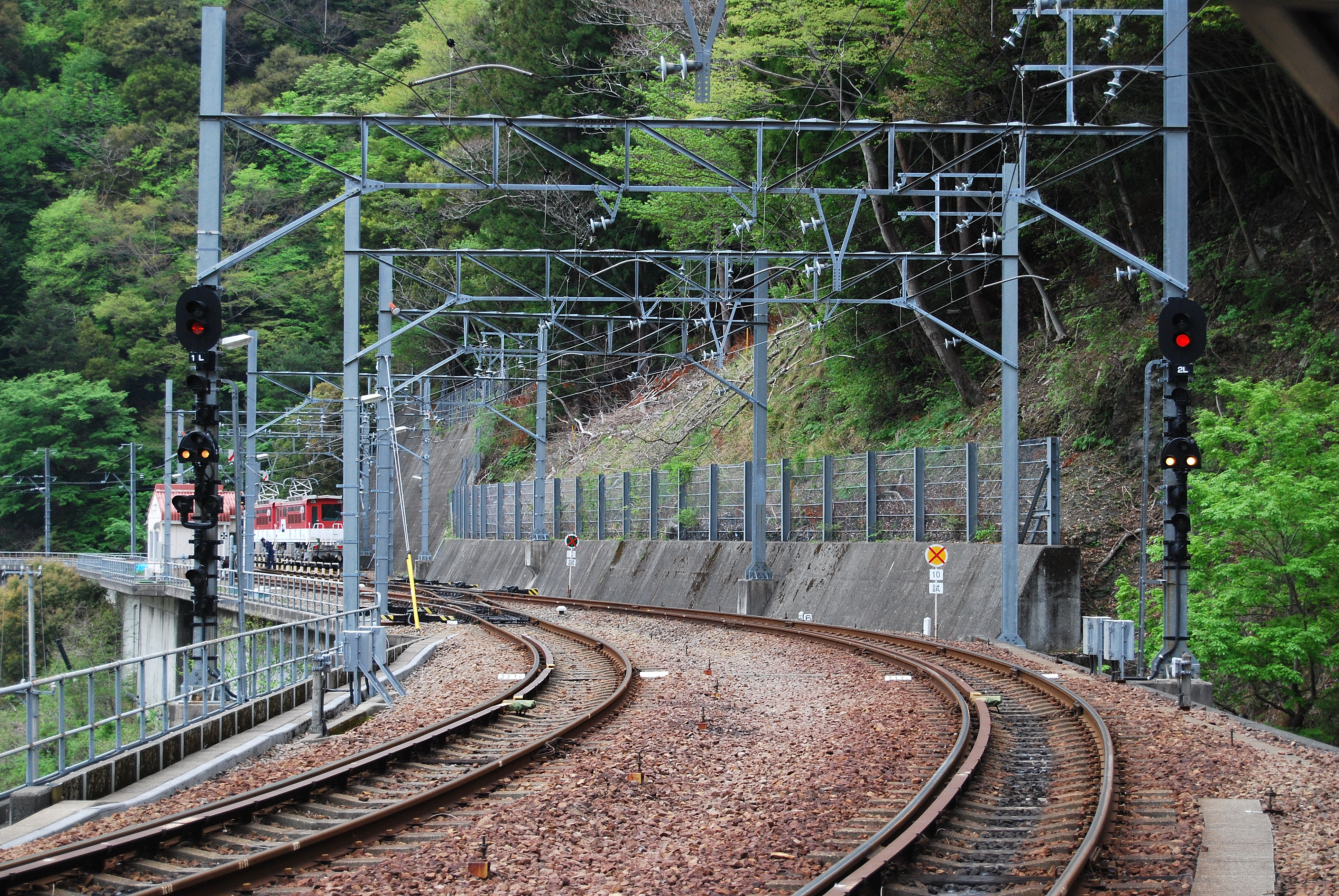
駅ホームから千頭方面をみる、アプト式電気機関車の留置線があり電気機関車が留置中。
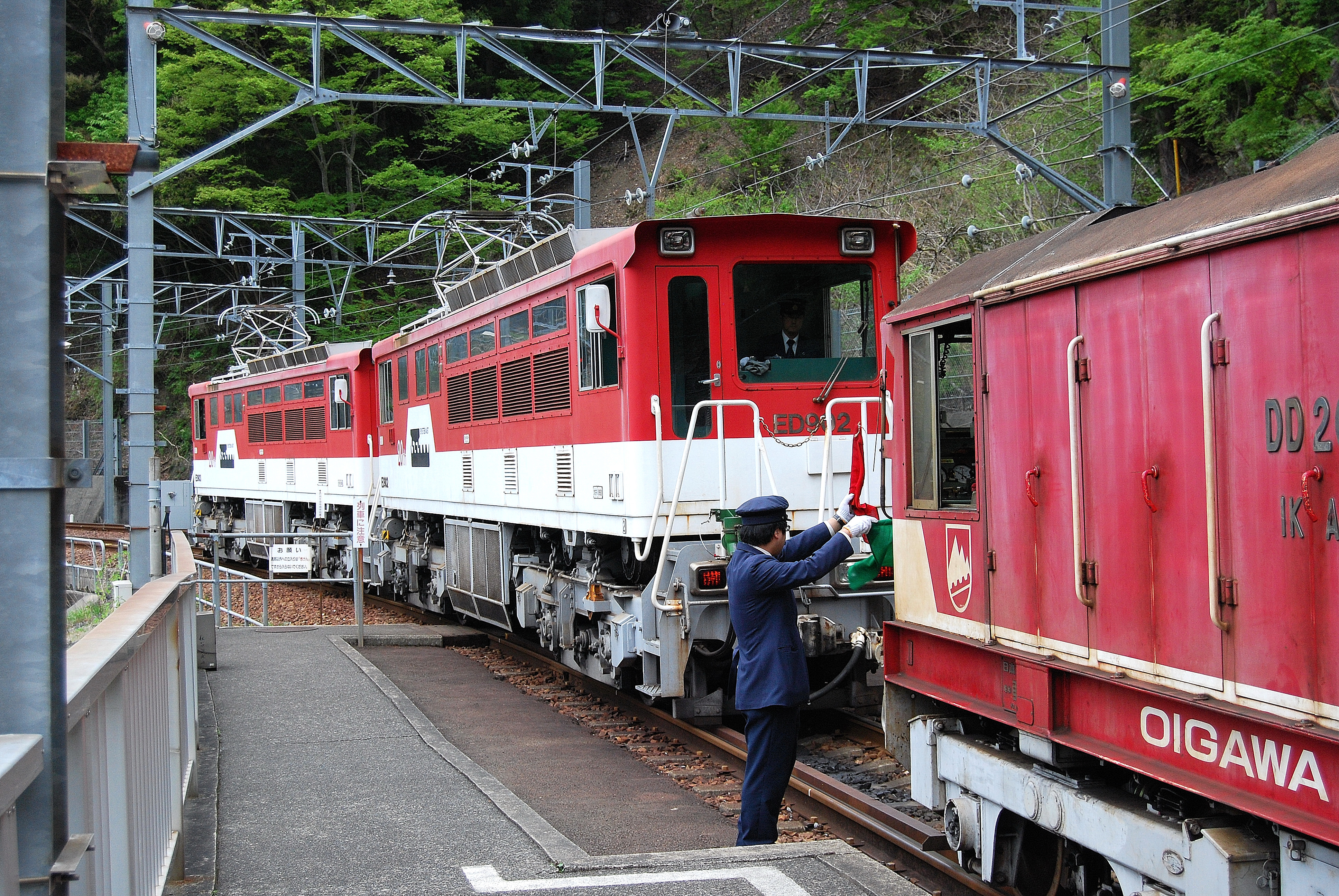
井川線の上り列車の機関車側（麓側）に連結されるED90形アプト式電気機関車。

## 駅周辺
- 長島ダム
- 長島ダムふれあい館
- 接岨湖
- 静岡県道388号接岨峡線
- 旧寄倉トンネル[1]

## その他の特徴
- 当駅からアプトいちしろ駅までは、90パーミルの急勾配のため、ラック式鉄道が用いられている。なお、アプト式電気機関車が走行するため、アプトいちしろ駅まで電化されている。
- ホームからは長島ダムの巨大な姿と、アプト式区間の急勾配を眺望できる。
- アプトいちしろ駅から長島ダム駅付近の旧線のトンネルは遊歩道として整備されており、ミステリートンネルの愛称がつけられている。照明はなく、歩行には懐中電灯等が必要である（懐中電灯は、長島ダムふれあい館やアプトいちしろ駅等で貸出を行っている）。

## 隣の駅
大井川鐵道
■井川線
アプトいちしろ駅 - 長島ダム駅 - ひらんだ駅